# Valtuille de Abajo
Valtuille de Abajo es una localidad española perteneciente al municipio de Villafranca del Bierzo, en la comarca de El Bierzo, provincia de León, comunidad autónoma de Castilla y León.

## Economía

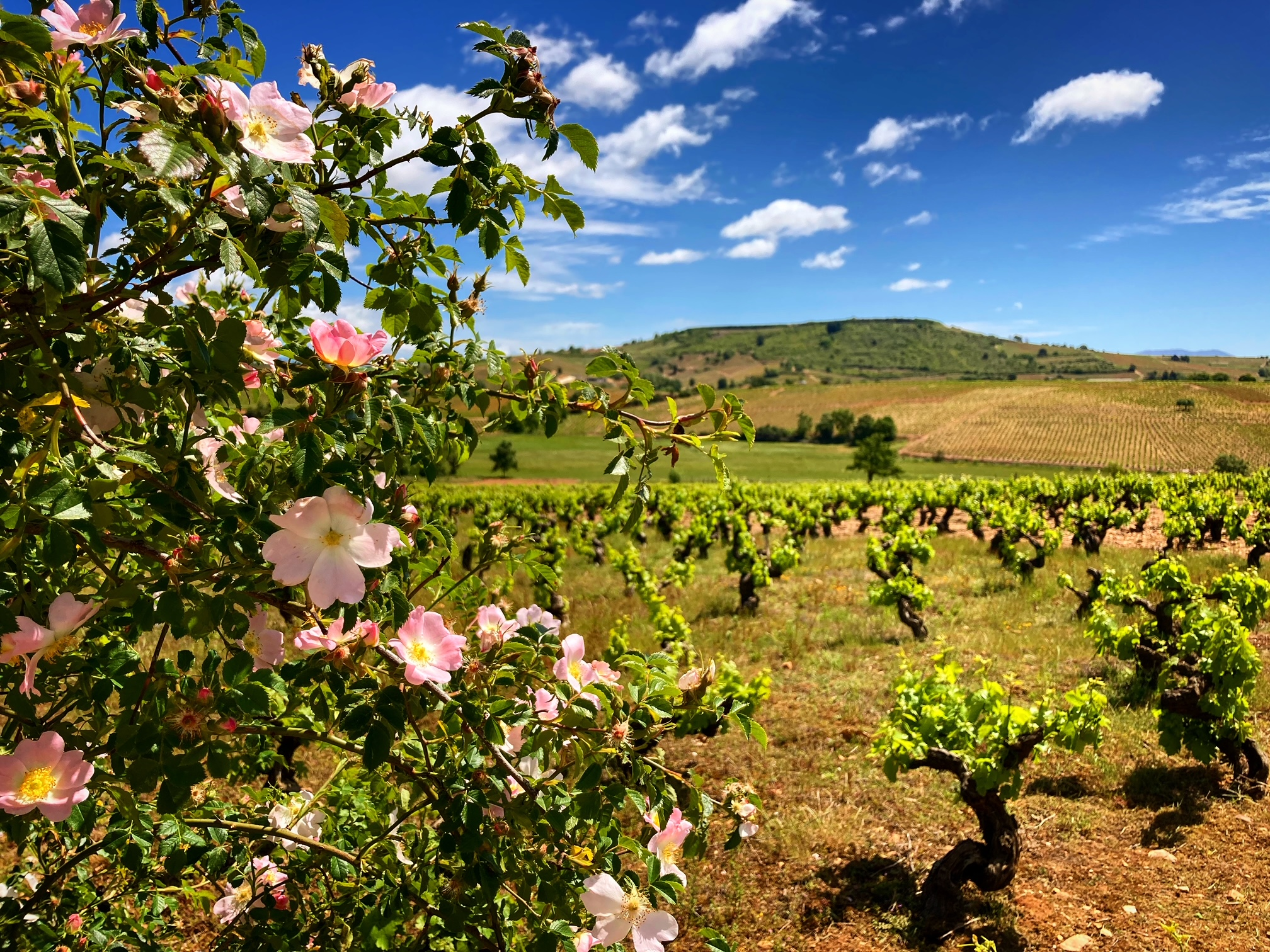
Paraje de Villegas

Sus principales actividades son agrícolas, en especial el cultivo de la vid, y su consecuente transformación con la elaboración de vinos de calidad de la Denominación de Origen Bierzo. Cuenta con numerosas bodegas, y destacan algunos de sus parajes como Villegas, El Rapolao, El Val o La Poulosa.

## Patrimonio
En esta localidad se encuentra el yacimiento arqueológico de Castro Ventosa.
La celebración más importante es la fiesta de San Pelayo (26 de junio).